# Thiên văn học tia gamma

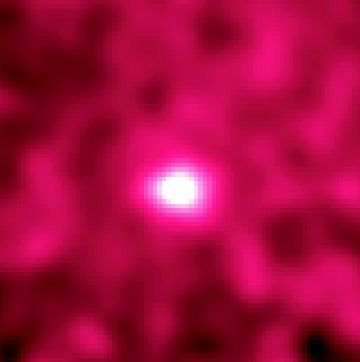
Mặt Trăng quan sát bằng Kính viễn vọng EGRET (Energetic Gamma Ray Experiment Telescope) với tia gamma năng lượng ≥20 MeV, hình thành do hạt vũ trụ bắn phá bề mặt.

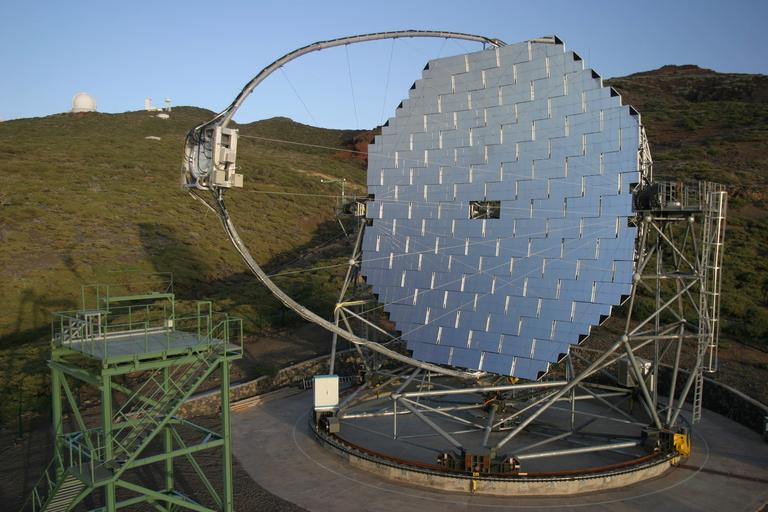
Kính viễn vọng Cherenkov MAGIC ∅17m tại La Palma, Quần đảo Canaria, Tây Ban Nha.

Thiên văn học tia gamma là một nhánh của thiên văn học và vật lý thiên văn, nghiên cứu các thiên thể có bức xạ tia gamma.
Tia gamma là bức xạ sóng điện từ với photon có năng lượng trên 100 keV. Tuy nhiên năng lượng cao và nguồn gốc của nó khác hẳn với ánh sáng thường và các sóng điện từ còn lại, nên quan sát sẽ cho phép hiểu biết những hiện tượng mới trong vũ trụ, đặc biệt là các vụ nổ cực mạnh, sự va chạm của các ngôi sao và các thiên thể khác. Thiên văn gamma đã được mở ra một cửa sổ hoàn toàn khác trong lĩnh vực của thiên văn học.
Tia gamma bị không khí hấp thụ cực mạnh, nên các quan sát phải thực hiện trên tàu vũ trụ. Trên mặt đất thì thực hiện bằng các kính viễn vọng đặc biệt được gọi là kính viễn vọng khí quyển Cherenkov. Các kính viễn vọng Cherenkov trên thực tế không trực tiếp thám sát các tia gamma mà thay vào đó thám sát các đám loé bùng của ánh sáng nhìn thấy được tạo ra khi các tia gamma bị khí quyển Trái Đất hấp thụ.
Đa số các nguồn phát xạ tia gamma trên thực tế là các loé bùng tia gamma, các vật thể chỉ tạo ta bức xạ gamma trong vài phần triệu tới vài phần ngàn giây trước khi mờ nhạt đi. Chỉ 10% nguồn tia gamma là các nguồn kéo dài. Những vật thể phát xạ tia gamma bền vững đó gồm các pulsar, sao neutron, và các vật thể bị cho là hố đen như các nhân thiên hà hoạt động.

## Các quan sát và thiết bị

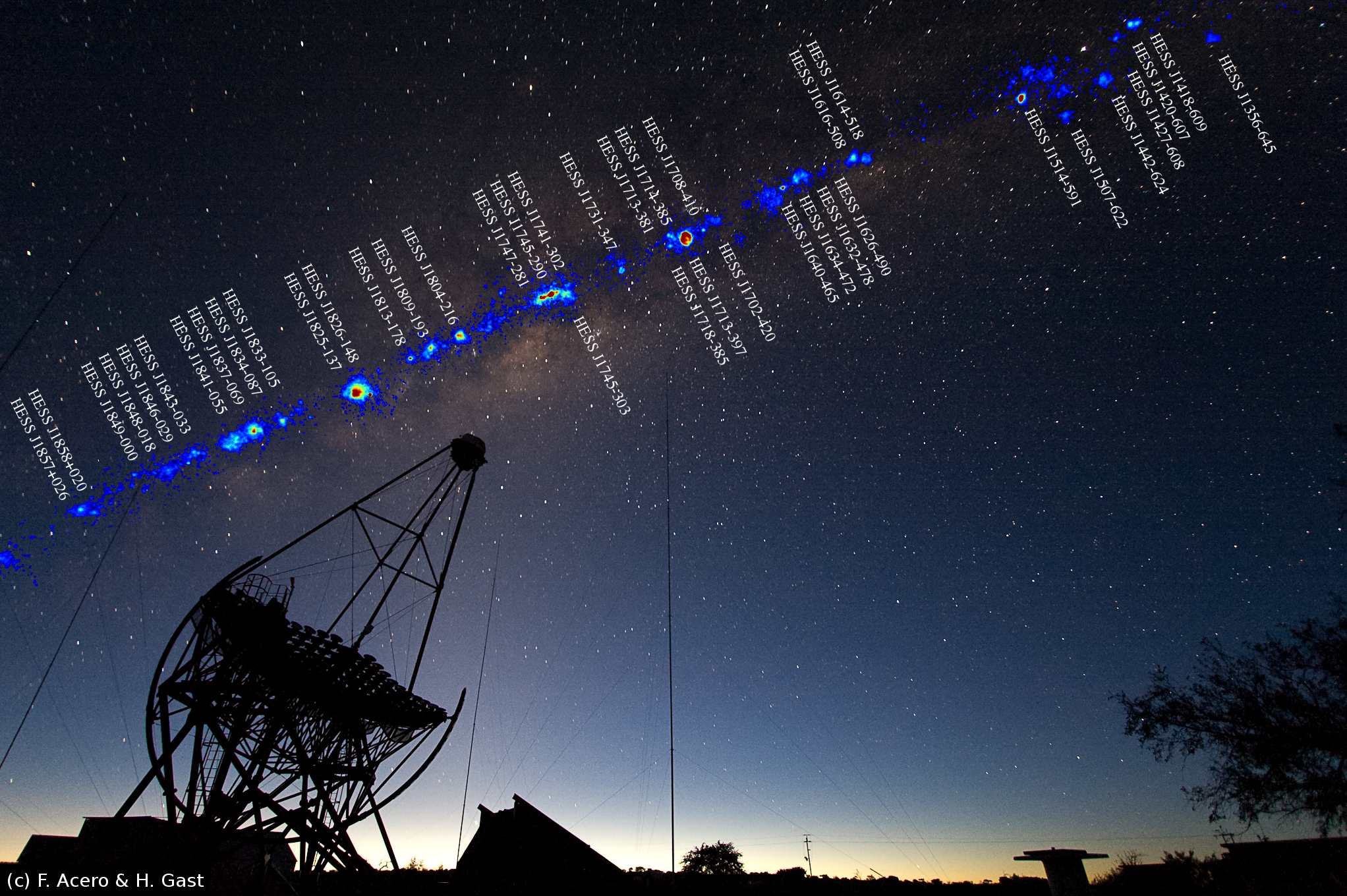
Ảnh ghép nguồn tia gamma được hệ thống HESS (High Energy Stereoscopic System) đặt ở Namibia phát hiện.